# بارادا دي سيل
بلدية بارادا دي سيل (بالإسبانية: Parada de Sil) هي بلدية تقع في مقاطعة أورينسي التابعة لمنطقة غاليسيا شمال غرب إسبانيا.

## الديموغرافيا
بلغ عدد سكان بلدية بارادا دي سيل 648 نسمة عام 2011 (وفقاً للمعهد الوطني للإحصاء الإسباني).
| 980 | 894 | 858 | 761 | 752 | 683 | 648 |